# Kjula kyrka
Kjula kyrka är huvudkyrka i Kafjärdens församling i Eskilstuna kommun och Strängnäs stift.

## Kyrkobyggnaden
I sin nuvarande form består kyrkan av ett enskeppigt långhus med tillbyggda korsarmar åt norr och söder. Vid östra kortsidan finns ett rakt avslutat kor och vid västra kortsidan ett kyrktorn med vapenhus och ingång. En mindre tillbyggnad finns i det nordvästra hörnet mellan långhuset och den norra korsarmen. Tillbyggnaden har en trappa som leder ned till ett pannrum under den norra korsarmen. Kyrkans yttertak har skivtäckning av kopparplåt med förskjutna hakfalsar.

### Tillkomst och medeltida ombyggnader
Redan på 1000-talet fanns här en träkyrka som troligen var en stavkyrka. På 1100-talet kom den att ersättas av en gråstenskyrka uppförd i romansk stil. Av denna finns långhuset och kyrktornet kvar. Vid slutet av 1200-talet eller början av 1300-talet förlängdes kyrkan åt öster. Tidigare kor och eventuell absid revs då och eventuellt uppfördes en sakristia norr om det nya koret. På 1400-talet försågs kyrkorummet med tegelvalv och ett vapenhus uppfördes vid långhusets södra sida.

### Senare ombyggnader
Vid en ombyggnad 1643 förstorades kyrkans fönster. År 1735 tillkom en utbyggnad av trä vid kyrkans södra sida. En del av södra väggen revs och tillbyggnaden rödmålades. År 1772 togs kyrktornets spira ned och en ny tornhuv med ljudluckor sattes upp. Kyrkklockorna flyttades in i tornet. Tidigare klockstapel från år 1637 revs.
Kyrkan präglas av en genomgripande ombyggnad år 1798 då korsarmar åt norr och söder byggdes till. Vid denna ombyggnad revs vapenhuset, sakristian samt utbyggnaden från 1735. Även delar av långhusets nord- och sydmurar revs. Kyrkorummets tegelvalv revs och ersattes med kalkputsade tunnvalv av trä. 1875 byggdes en sakristia i norra korsarmen. Då lät man också riva hela koret och flytta predikstolen.

## Inventarier
- Dopfunten har en fot som härstammar från 1100-talet. Ovanpå vilar en modern skål med kopparfat från 1955.
- På altaret står ett altarkrucifix från 1700-talets början.
- Ett rökelsekar är från medeltiden.
- Ett nattvardskärl har fot från början av 1500-talet.
- En predikstol tillkom år 1700 och ersattes vid ombyggnaden 1798 av en altarpredikstol. År 1875 fick predikstolen sin nuvarande plats vid norra korsarmens östra vägg.

### Orgel
- En orgel av okänt ursprung flyttades hit 1792 från Näshulta kyrka.[1]
- 1806 byggde Anders Svanström, Strängnäs en orgel.[1]
- 1876 byggde Åkerman & Lund, Stockholm en orgel med 7 stämmor. Orgeln byggdes om 1934 av E A Setterquist & Son Örebro.[1]
- Den nuvarande orgeln med 18 stämmor är byggd 1974 av Walter Thür Orgelbyggen, Torshälla. Orgeln är mekanisk.[1]

| Huvudverk I         | Svällverk II      | Pedal         | Koppel |
| Rörflöjt 8´         | Gedackt 8´        | Subbas 16´    | I/P    |
| Principal 4´        | Fugara 8´         | Rörgedackt 8´ | II/P   |
| Koppelflöjt 4´      | Traversflöjt 4´   | Kvintadena 4´ | II/I   |
| Oktava 2´           | Waldflöjt 2'      | Nachthorn 2´  |        |
| Sesquialtera 2 chor | Kvinta 1 1/3'     | Fagott 16´    |        |
| Mixtur 4 chor       | Scharf 3 chor     |               |        |
|                     | Oboe 8'           |               |        |
|                     | Tremulant         |               |        |
|                     | Crescendosvällare |               |        |

#### Kororgel
- Kororgeln byggdes 1970 av Walter Thür Orgelbyggen, Torshälla. Den hade 4 stämmor och var mekanisk. Orgeln såldes 1984 till Hammarby kyrka, Strängnäs stift.[1]

| Manual       |
| Gedackt 8’   |
| Rörflöjt 4’  |
| Principal 2' |
| Oktava 1'    |

## Galleri

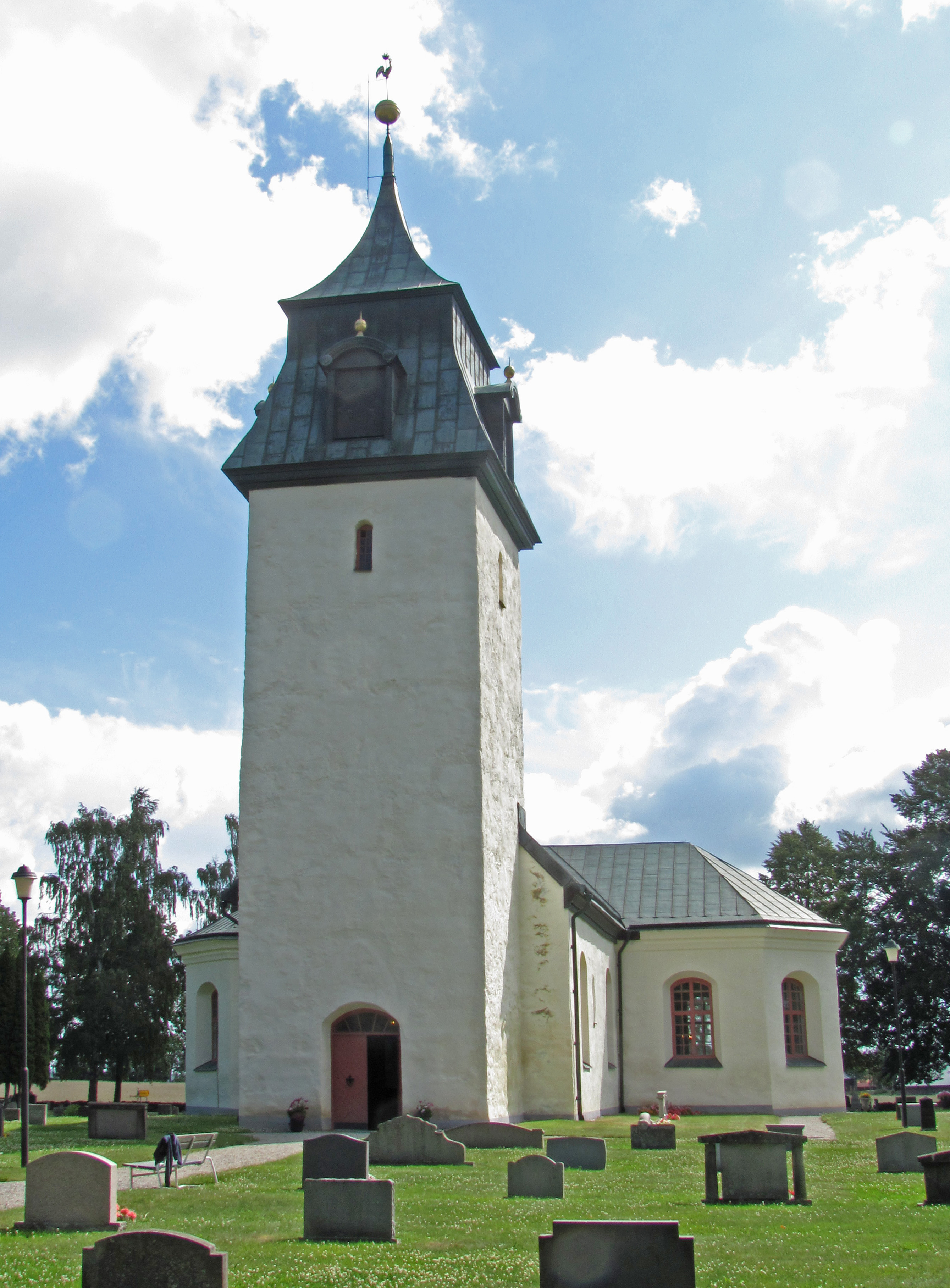
Kjula kyrka från väster
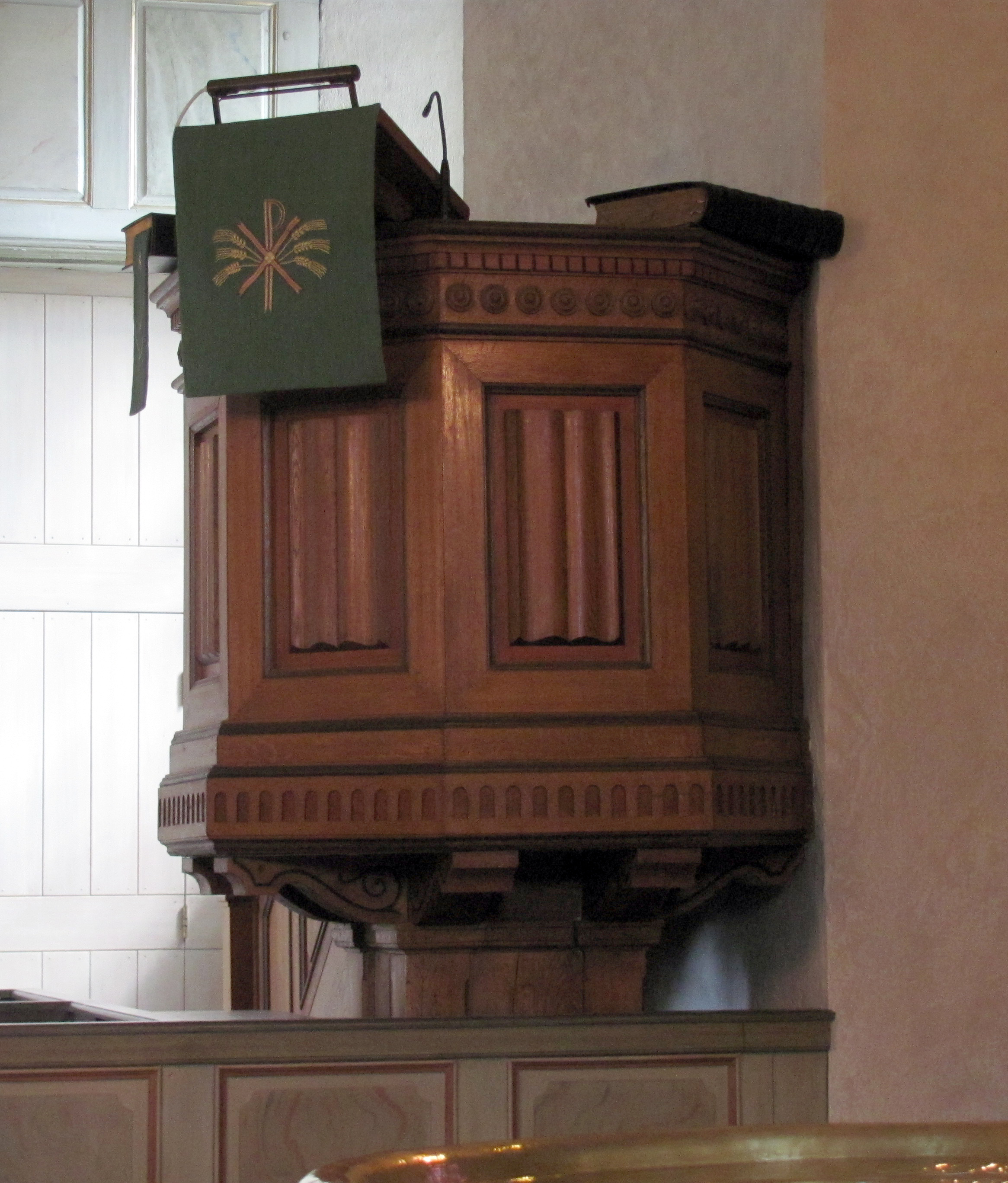
Predikstolen
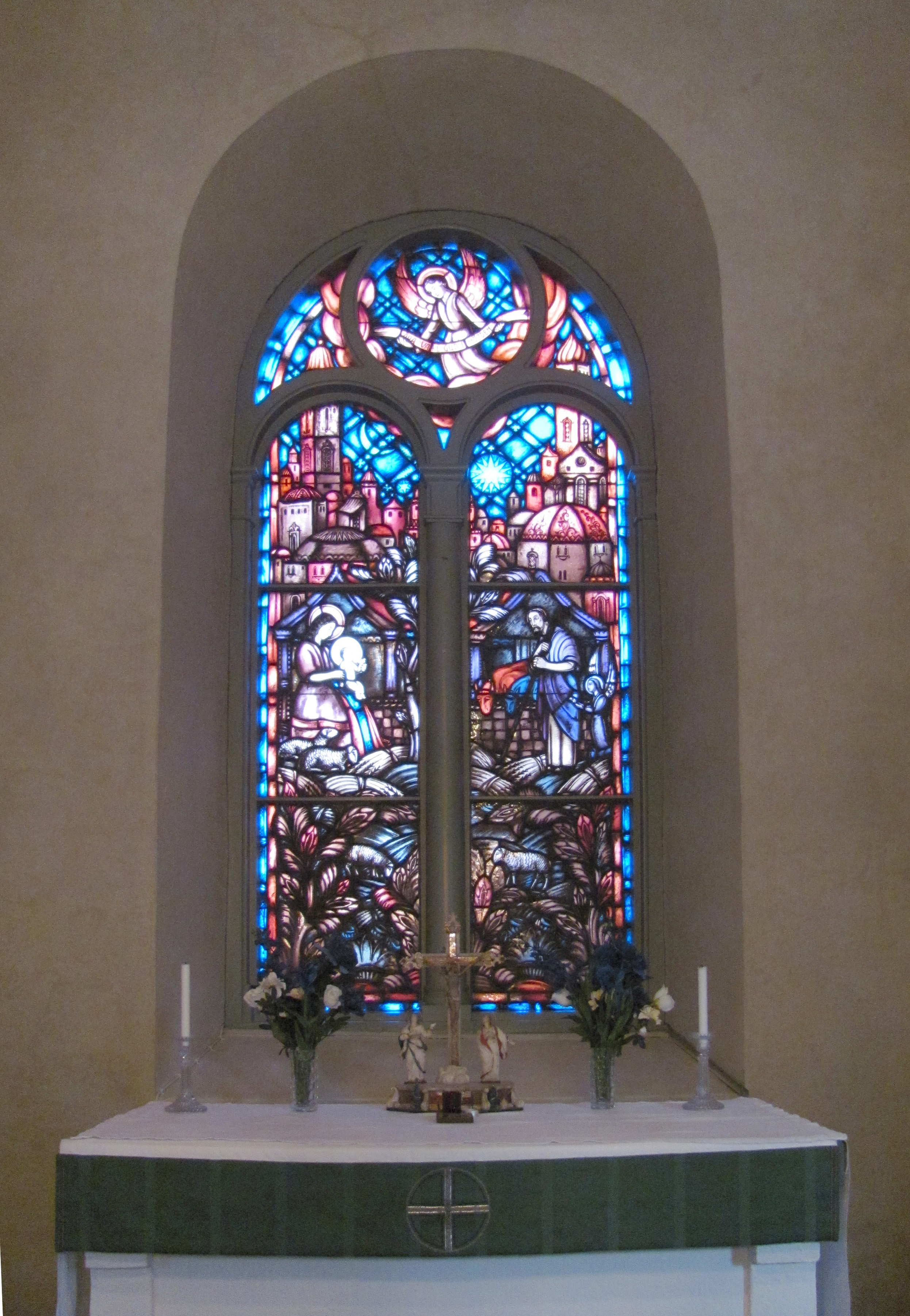
Altaret

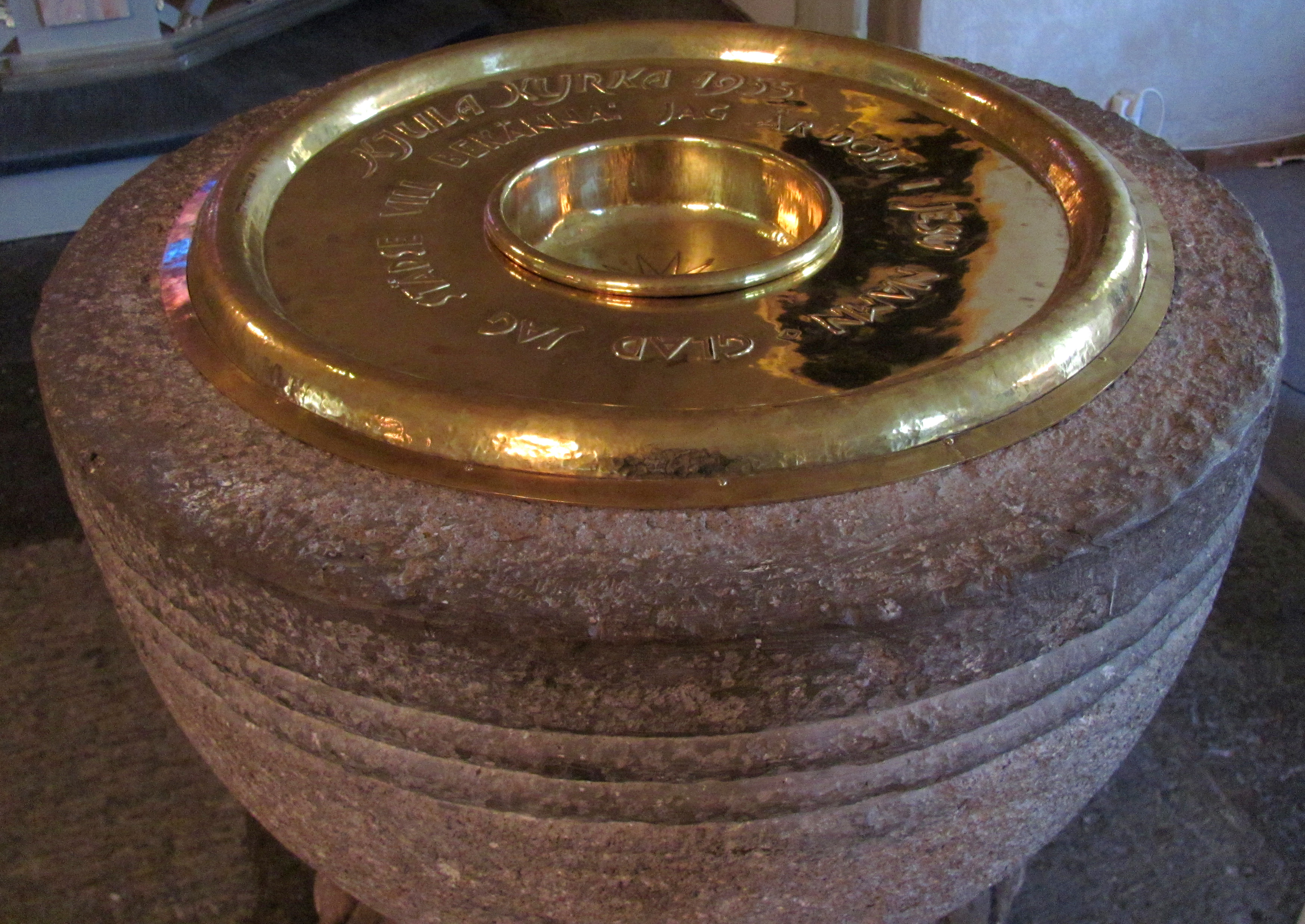
Dopfunten
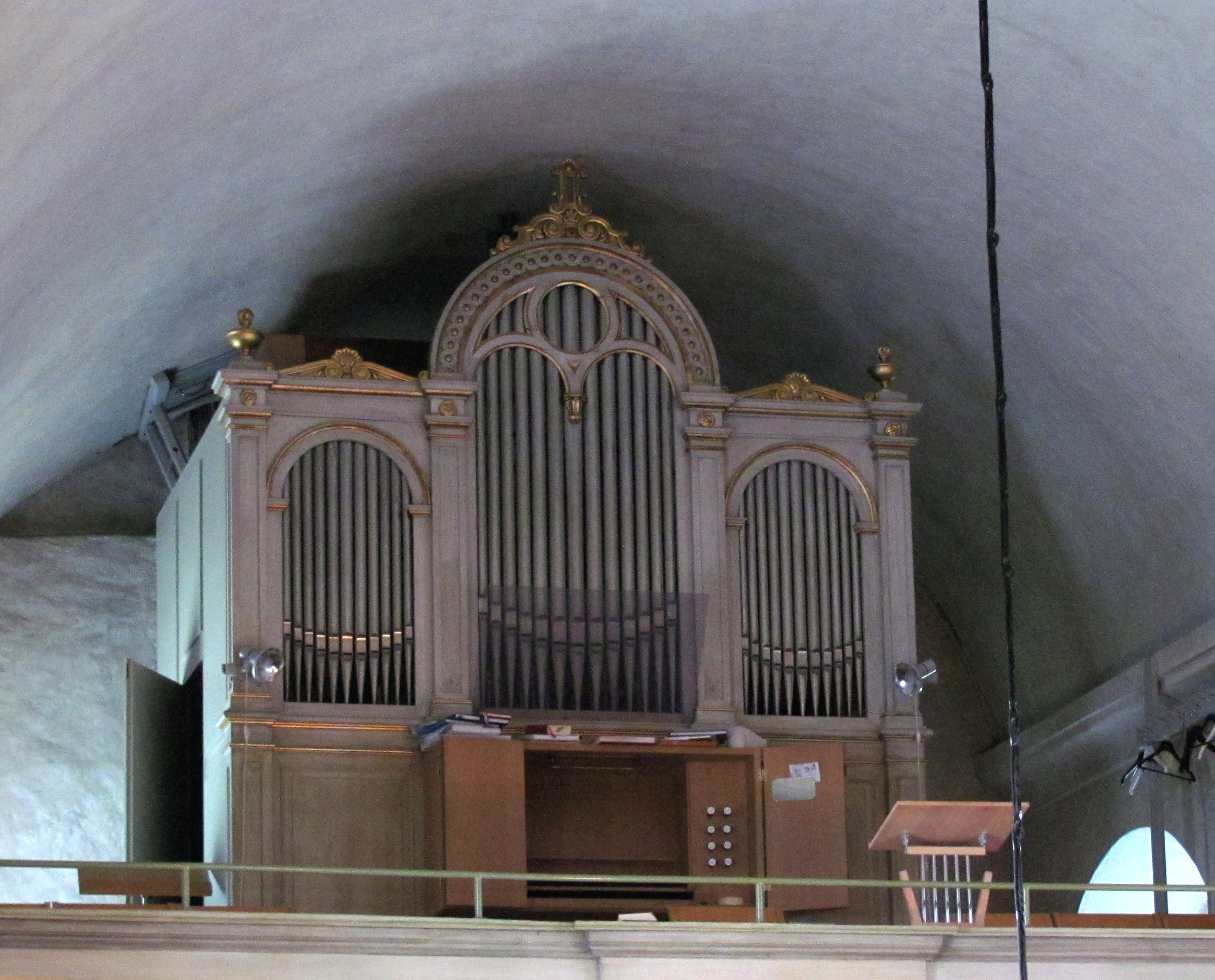
Orgeln
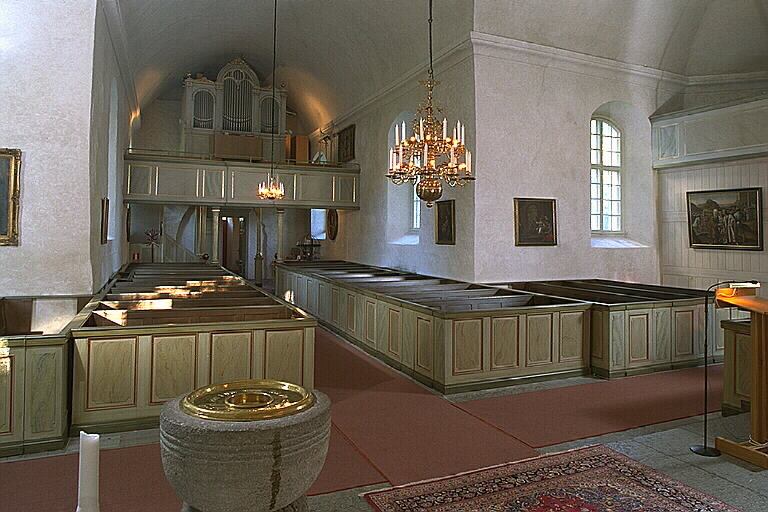
Kyrkorum åt väster

### Webbkällor
- byggnadspresentation
- Kafjärdens församling informerar